# Emma Mészáros
Emma Mészáros (23 de mayo de 2006) es una deportista húngara que compite en pentatlón moderno. Ganó una medalla de bronce en el Campeonato Europeo de Pentatlón Moderno de 2025, en la prueba de relevo.

## Medallero internacional
| Campeonato Europeo | Campeonato Europeo | Campeonato Europeo | Campeonato Europeo |
| Año                | Lugar              | Medalla            | Competición        |
| ------------------ | ------------------ | ------------------ | ------------------ |
| 2025               | Madrid (España)    | Medalla de bronce  | Relevo             |